# Milla de Oro de Caracas
La expresión Milla de Oro es el nombre que recibe el distrito financiero de Caracas, Venezuela. Se ubica en parte de los municipios Chacao y Baruta, y es sede de las principales compañías y empresas del país, así como de los bancos más importantes en la economía venezolana, convirtiéndose en el principal centro financiero del país, habiendo desplazado al centro histórico de Caracas y al eje Plaza Venezuela-Sabana Grande.

## Localización
Comprende el municipio de Chacao y el noroeste del municipio Baruta. Específicamente comprende las urbanizaciones de Chacaíto, Sans Souci, El Rosal, El Bosque, El Retiro, Campo Alegre, el sur de La Castellana, San Marino, Bolívar, el sur de Altamira, Estado Leal, El Dorado, el sur de Los Palos Grandes, Bello Campo, La Floresta, La Estancia de Chuao, Las Mercedes, Lomas de las Mercedes, Cerro Quintero, Valle Arriba, el Caracas Country Club, parte de Chuao y el casco histórico de Chacao.

## Historia
A principios del siglo XX, la pujante actividad comercial se radicó en el área central o casco histórico de Caracas. Ahí se asentaron las primeras grandes empresas. Pero por la dificultad de suficiencia en servicios públicos y la complicada vialidad, el centro perdió atractivo y se crearon oficinas en el eje comprendido entre Plaza Venezuela, Sabana Grande y Chacaíto. Esa zona también perdió interés por la inaccesibilidad y el incremento de la economía informal. Sólo entonces, a mediados de la década de 1990, los municipios Chacao y Baruta se perfilaron como idóneos dados su alta seguridad y ambiente controlado, cosa vista por las empresas como buenas para garantizar la calidad de vida de los empleados. La medida tuvo éxito, tanto que los empresarios concibieron la idea de la Milla de Oro, por el gran atractivo de la localidad para la fácil colocación y construcción edificios, además de ser una opción muy rentable.

## Urbanismo

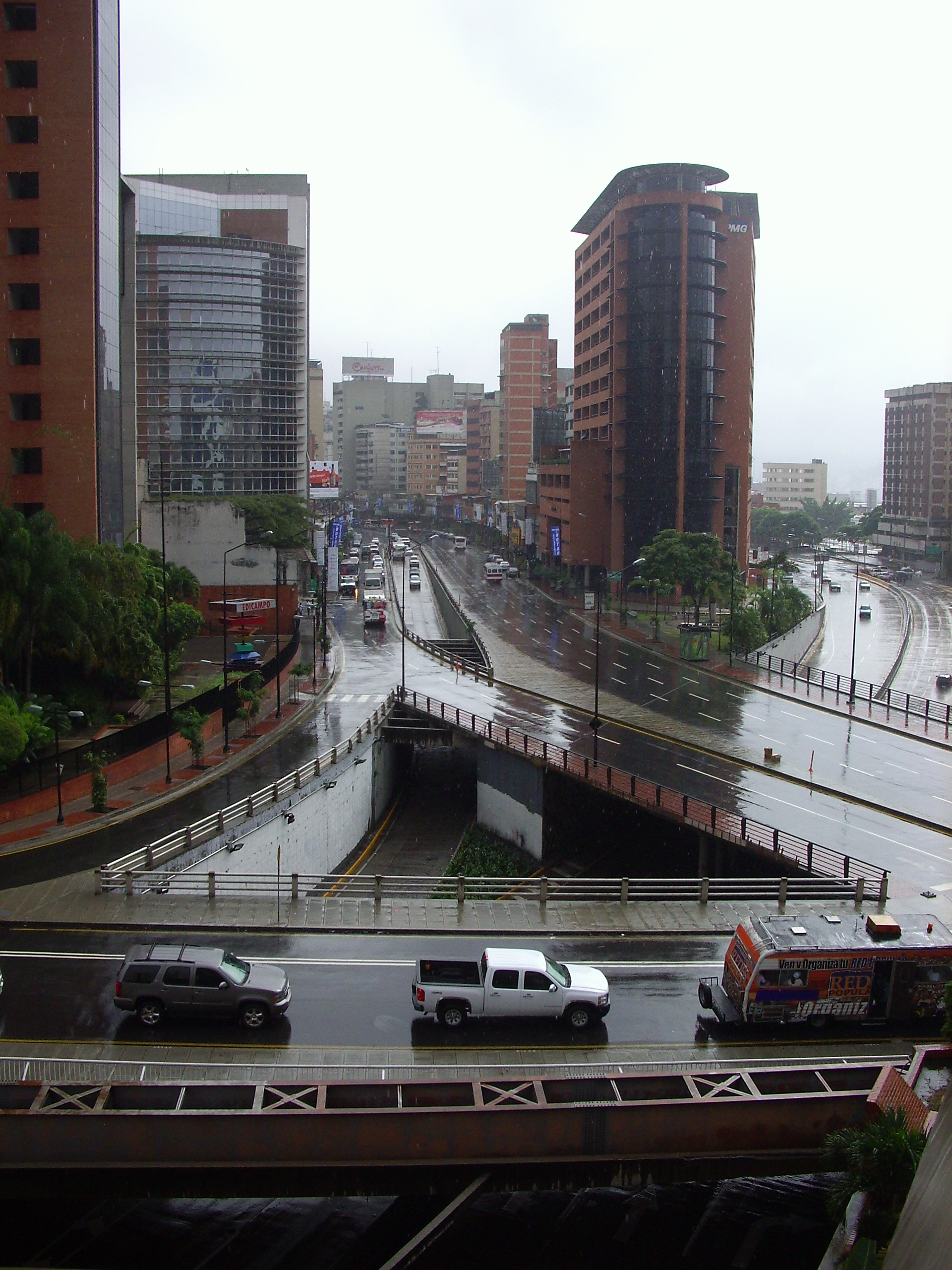
Av. Francisco De Miranda a su paso por la milla de oro

Como la mayoría de los distritos financieros en el mundo, la Milla de Oro se encuentra atravesada por un corredor vial importante y concurrido, siendo en este caso la Avenida Francisco de Miranda, sirviendo como su eje central. El área se encuentra accesada también por la Autopista Francisco Fajardo a través de la Avenida Luis Roche de entrada y las Avenidas Sur Altamira y Pichincha de salida. La Francisco de Miranda, así como la  Avenida Libertador y la autopista, conectan a la zona con el resto de la ciudad. También las Avenidas Luis Roche y la Transversal 8 desembocan en la  Avenida Boyacá, que bordea a la ciudad por el norte. 
Parte de la Línea 1 del Metro de Caracas cubre ese sector con las estaciones de Chacaíto, Chacao, Altamira y Miranda. A futuro se proyecta que un segmento de la Línea 5 recorra la Avenida Principal de Las Mercedes.
En la zona se encuentran la mayoría de las edificaciones más modernas de la ciudad, con el 25% perteneciendo a la categoría AAA. La más alta es la Torre CorpBanca, de 124 metros de altura. Se prevé que la misma sea rebasada por la Torre de la Corporación Andina de Fomento, que proyecta 147 metros. La zona es conocida por sus atractivos centros comerciales, como el Sambil, Centro San Ignacio, Centro Plaza, Centro Lido, Centro Comercial Ciudad Tamanaco, Centro Comercial Paseo Las Mercedes, Tolón Fashion Mall, Altamira Village y próximamente los Centros Comerciales "Recreo La Castellana" y Paseo La Castellana.

## Mercado de oficinas

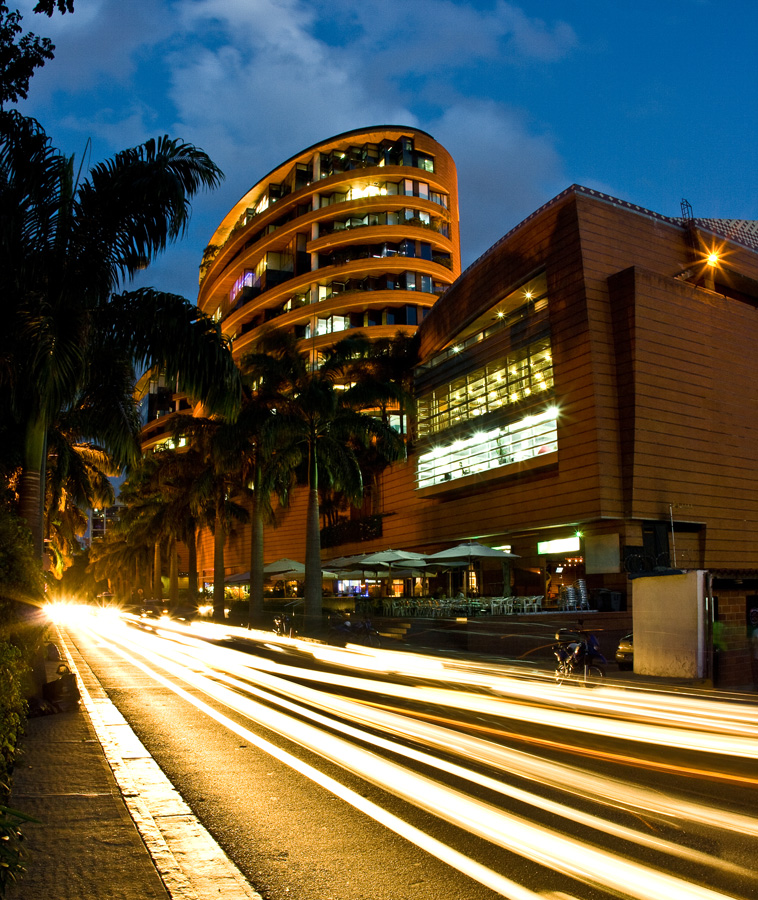
Centro san Ignacio

La Milla de Oro es la zona de Caracas que más ha recibido demandas para la instalación de oficinas y centros empresariales. La clave de su rentabilidad obedece a los buenos índices de seguridad que se aprecian en los dos municipios que abarca. En total, el distrito resume unos 300.278 metros cuadrados disponibles para tales propósitos. El costo por metro cuadrado es de 15.890 bolívares fuertes para la venta y de 225 bolívares fuertes para el arrendamiento.
El auge de esta zona se evidencia en la reducción de la tasa de desocupación en los últimos años, aunada a su vez por el crecimiento económico reciente. En el 2001 ésta era de 14.9%, y para el primer semestre de 2008 la misma había descendido a 0.84%. Este aumento de la ocupación asimismo ha generado una crisis por la saturación del espacio remanente para edificaciones, lo que según expertos podría causar un estancamiento del mercado de oficinas en Caracas para los próximos años, y que podría aliviarse con una revalorización del centro de Caracas y del eje Plaza Venezuela-Sabana Grande.